# Stará Ves nad Ondřejnicí
Stará Ves nad Ondřejnicí (německy Altendorf, původně Bruneswerde) je obec v okrese Ostrava-město v Moravskoslezském kraji. Žije zde přibližně 3 000 obyvatel.

## Název
Starší jméno doložené pro vesnici znělo Bruneswerde - "Brunův ostrov" a jeho základem bylo osobní jméno Bruno (patřící olomouckému biskupovi Brunovi z Schauenburka). Od 15. století je ves označována vždy jako Stará ves (německy Altendorf). Přívlastek označoval návaznost na starší ves Brunenswerde, což ukazuje, že někdy v průběhu času bylo osídlení přerušeno. Přívlastek nad Ondřejnicí je součástí jména obce od roku 1924 na odlišení od jiných vesnic toho jména, především blízké Staré vsi u Bílovce.

## Historie
První písemná zmínka o obci Bruneswerde se nachází v závěti olomouckého biskupa Bruna z Schaumburka datované 29. listopadu 1267. Roku 1536 udělil olomoucký biskup Stanislav Thurzo právo užívat obecní znak se zlatou růží.
Největší stopu v dějinách obce zanechal slezský rod Syrakovských z Pěrkova. Pravděpodobně nejvýznamnějším počinem jejich vlády byla stavba renesančního zámku v letech 1560–1570, kterou zahájil Jaroš Syrakovský, pán Proskovic a Staré Vsi. Po jeho smrti pokračoval ve stavbě jeho syn, Ctibor Syrakovský, nejvyšší písař markrabství moravského. Díky svému postavení a majetku si mohl dovolit rozšířit projekt o reprezentační prostory.
Syrakovští také přestavěli kostel svatého Jana Křtitele, který se stal místem jejich posledního odpočinku. Byly zde pohřbeny také jejich manželky. Zajímavostí je renesanční freska s biblickým výjevem objevená v roce 2000.
V době třicetileté války přechází ves na Kryštofa Karla Podstatského z Prusinovic. V té době je vesnice poprvé zobrazena na mapě Moravy, jejímž autorem byl Jan Ámos Komenský.
Po téměř 300 letech převzalo Starou Ves olomoucké arcibiskupství. Roku 1930 se stalo majitelem město Moravská Ostrava. Během krize roku 1938 se místní část Košatka dočasně odtrhla od zbytku obce kvůli záboru do nacistického Německa na základě Mnichovské dohody a zůstala jí do konce druhé světové války. V roce 1991 se obec osamostatnila od Moravské Ostravy.

## Přírodní poměry
Vesnice stojí na rozhraní Moravské brány a Podbeskydské pahorkatiny. Protéká jí řeka Ondřejnice, která se u severního cípu správního území vlévá do Odry. Severní hranice obecního území tvoří Jarkovský potok.

## Obyvatelstvo
| Rok            | 1869  | 1880  | 1890  | 1900  | 1910  | 1921  | 1930  | 1950  | 1961  | 1970  | 1980  | 1991  | 2001  | 2011  | 2021  |
| -------------- | ----- | ----- | ----- | ----- | ----- | ----- | ----- | ----- | ----- | ----- | ----- | ----- | ----- | ----- | ----- |
| Počet obyvatel | 1 292 | 1 460 | 1 440 | 1 621 | 1 769 | 1 801 | 2 027 | 1 750 | 1 923 | 1 855 | 1 968 | 2 049 | 2 110 | 2 179 | 2 410 |
| Počet domů     | 182   | 194   | 197   | 206   | 239   | 228   | 286   | 328   | 397   | 440   | 490   | 569   | 608   | 663   | 663   |

## Obecní správa

### Části obce
- Košatka – dva kilometry severozápadně od Staré Vsi
- Stará Ves

### Symboly obce
V roce 1999 schválil parlament obecní symboly vycházející z historického znaku. Prapor byl doplněn o dva pruhy symbolizující dvě místní části a zvlněné čáry. Žluté symbolizují řeky Ondřejnici a Lubinu protékající územím a černá symbolizuje řeku Odru.

## Pamětihodnosti
- Kostel Narození svatého Jana Křtitele z let 1587–1589, vysvěcen 28. dubna 1591
- Staroveský zámek z let 1565–1578, zdobený figurálním sgrafitem

## Osobnosti
- Josef Sýkora (1851–1920), starosta obce, katolický politik, zemský poslanec